# A szlovák korona (1939) pénzjegyei
A világháborús szlovák korona pénzjegyállománya a szlovák bábállam készpénzállományának részét képezte. 1939-ben, a bábállam létrejöttekor felülbélyegzett csehszlovák bankjegyeket (100, 500 és 1000 korona névértékkel) hoztak forgalomba, majd a szlovák kormány bocsátott ki tíz- és húszkoronás államjegyeket. A Szlovák Nemzeti Bank 50, 100, 1000, majd 500 és 5000 korona névértékű bankjegyeket bocsátott ki. 1945-ben egy ötkoronás államjegy forgalombahozatalával zárult le a második világháborús szlovák papírpénzek sora. A papírpénzeket a németországi Giesecke & Devrient, a prágai Tiskárna bankovek Národní banky pro Čechy a Moravu (a cseh–morva nemzeti bank bankjegynyomdája, a mai cseh pénzjegynyomda jogelődje) és a turócszentmártoni Neografia cég nyomtatta.
| Kép                                                 | Kép                                    | Névérték                               | Méret                                  | Leírás                                 | Leírás                                                             | Dátumok                                | Dátumok                                | Dátumok                                | Dátumok                                |
| Előoldal                                            | Hátoldal                               | Névérték                               | Méret                                  | Előoldal                               | Hátoldal                                                           | Nyomtatás                              | Kibocsátás                             | Visszavonás                            | Elévülés                               |
| Felülbélyegzett csehszlovák bankjegyek              | Felülbélyegzett csehszlovák bankjegyek | Felülbélyegzett csehszlovák bankjegyek | Felülbélyegzett csehszlovák bankjegyek | Felülbélyegzett csehszlovák bankjegyek | Felülbélyegzett csehszlovák bankjegyek                             | Felülbélyegzett csehszlovák bankjegyek | Felülbélyegzett csehszlovák bankjegyek | Felülbélyegzett csehszlovák bankjegyek | Felülbélyegzett csehszlovák bankjegyek |
| --------------------------------------------------- | -------------------------------------- | -------------------------------------- | -------------------------------------- | -------------------------------------- | ------------------------------------------------------------------ | -------------------------------------- | -------------------------------------- | -------------------------------------- | -------------------------------------- |
|                                                     |                                        | 100 Ks                                 | 170 × 88 mm                            |                                        | Tomáš Garrigue Masaryk                                             | 1931. január 10.                       | 1939. június 6.                        | 1944. május 31.                        |                                        |
|                                                     |                                        | 500 Ks                                 | 185 × 94 mm                            |                                        |                                                                    | 1929. május 2.                         | 1939. április 26.                      | 1945. október 31.                      |                                        |
|                                                     |                                        | 1000 Ks                                | 200 × 105 mm                           |                                        | František Palacký                                                  | 1934. május 25.                        | 1939. április 26.                      | 1942. augusztus 17.                    |                                        |
| A szlovák kormány által kibocsátott államjegyek     |                                        |                                        |                                        |                                        |                                                                    |                                        |                                        |                                        |                                        |
|                                                     |                                        | 5 Ks                                   | 122 × 59 mm                            | leányportré                            | értékjelzés                                                        | 1945.                                  | 1945. február 15.                      | 1945. október 31.                      |                                        |
|                                                     |                                        | 10 Ks                                  | 142 × 72 mm                            | Andrej Hlinka                          |                                                                    | 1939. szeptember 15.                   | 1939. október 23.                      | 1945. október 31.                      |                                        |
|                                                     |                                        | 10 Ks                                  | 131 × 62 mm                            | Ľudovít Štúr                           | csendélet, értékjelzés                                             | 1943. július 20.                       | 1944. október 26.                      | 1945. október 31.                      |                                        |
|                                                     |                                        | 20 Ks                                  | 153 × 76 mm                            | Andrej Hlinka                          | Milan Rastislav Štefánik síremléke a Berezó melletti Bradló dombon | 1939. szeptember 15.                   | 1939. december 9.                      | 1945. október 31.                      |                                        |
|                                                     |                                        | 20 Ks                                  | 139 × 67 mm                            | Ján Holly                              | csendélet, értékjelzés                                             | 1942. szeptember 11.                   | 1943. szeptember 25.                   | 1945. október 31.                      |                                        |
| A Szlovák Nemzeti Bank által kibocsátott bankjegyek |                                        |                                        |                                        |                                        |                                                                    |                                        |                                        |                                        |                                        |
|                                                     |                                        | 50 Ks                                  | 127 × 67 mm                            |                                        | Árva vára                                                          | 1940. október 15.                      | 1940. december 18.                     | 1945. október 31.                      |                                        |
|                                                     |                                        | 100 Ks                                 | 127 × 73 mm                            | Pribina                                |                                                                    | 1940. október 7.                       | 1941. szeptember 1.                    | 1945. október 31.                      |                                        |
|                                                     |                                        | 100 Ks (II. kiadás)                    | 127 × 73 mm                            | Pribina                                | zobordarázsi Szent Mihály-templom                                  | 1940. október 7.                       | 1945. január 26.                       | 1945. október 31.                      |                                        |
|                                                     |                                        | 500 Ks                                 | 175 × 85 mm                            | Juraj Jánošík                          |                                                                    | 1941. július 12.                       | 1944. október 26.                      | 1945. október 31.                      |                                        |
|                                                     |                                        | 1000 Ks                                | 192 × 90 mm                            | I. Szvatopluk                          |                                                                    | 1940. november 25.                     | 1942. augusztus 17.                    | 1945. október 31.                      |                                        |
|                                                     |                                        | 5000 Ks                                | 203 × 96 mm                            | I. Mojmír                              |                                                                    | 1944. december 18.                     | kiadatlan                              | kiadatlan                              | kiadatlan                              |
| A képeken 0,7 pixel felel meg 1 milliméternek.      |                                        |                                        |                                        |                                        |                                                                    |                                        |                                        |                                        |                                        |